# Himertosoma marlieri
Himertosoma marlieri är en stekelart som först beskrevs av Pierre L. G. Benoit 1955.  Himertosoma marlieri ingår i släktet Himertosoma och familjen brokparasitsteklar. Inga underarter finns listade i Catalogue of Life.